# Fotografiske billedrytmer
|  | Denne artikel er oprettet af botten PalnaBot ud fra en ekstern database. Den kan derfor have sproglige fejl eller mangler. Denne skabelon kan fjernes efter kontrol af indholdet. |

Fotografiske billedrytmer er en eksperimentalfilm fra 1994 instrueret af Henning Bendtsen efter manuskript af Henning Bendtsen.

## Handling
158 af mine abstrakte fotografier har jeg kædet sammen i en langstrakt glidende rytme, uden dramatisk begyndelse og slutning. Kun behaget ved at beskue farvernes spil og fladernes former har jeg ønsket at fastholde og videregive. Den visuelle vision forstærkes af Gill Evans komposition LA NEVADA der spilles af hans store orkester.